# Silvia Valsecchi
Silvia Valsecchi (Lecco, 19 de juliol de 1982) és una ciclista italiana professional des del 2002 i actualment a l'equip Bepink-Cogeas. Competeix tant en pista com en carretera.

## Palmarès en ruta
- 2006
  -  Campiona d'Itàlia en contrarellotge
  - Vencedora d'una etapa al Tour de l'Ardecha
- 2007
  - Vencedora d'una etapa al Tour féminin en Limousin
- 2012
  - Vencedora d'una etapa al Volta a El Salvador
- 2013
  - 1a al Gran Premi El Salvador
- 2015
  -  Campiona d'Itàlia en contrarellotge
- 2016
  - Vencedora d'una etapa al Tour de Bretanya
- 2017
  - Vencedora d'una etapa al Tour de l'Ardecha

## Palmarès en pista
- 2006
  -  Campiona d'Itàlia en persecució
- 2008
  -  Campiona d'Itàlia en persecució
- 2011
  -  Campiona d'Itàlia en persecució
  -  Campiona d'Itàlia en persecució per equips
- 2012
  -  Campiona d'Itàlia en scratch
- 2013
  -  Campiona d'Itàlia en velocitat per equips
- 2014
  -  Campiona d'Itàlia en persecució
  -  Campiona d'Itàlia en scratch
- 2016
  -  Campiona d'Europa en Persecució per equips (amb Elisa Balsamo, Simona Frapporti, Tatiana Guderzo i Francesca Pattaro)
- 2017
  -  Campiona d'Europa en Persecució per equips (amb Elisa Balsamo, Tatiana Guderzo i Letizia Paternoster)

### Resultats a laCopa del Món
- 2017-2018
  - 1a a Pruszków, en Persecució per equips